# Повіт Наґаока
Пові́т Наґао́ка (яп. 長岡郡, ながおかぐん, МФА: [nagaoka guɴ]) — повіт в префектурі Коті, Японія. Станом на 1 липня 2012 року його площа становила 449,15 км². Населення складало 8503 осіб, а густота населення — 18,9 осіб/км². До складу повіту входять містечка Мотояма та Отойо.